# Délkelet-Ázsia
Délkelet-Ázsia
| Terület            | 4 523 000 km² |
| Népesség           | 568 300 000 |
| Népsűrűség         | 126 fő/km² |
| Országok           | 11 |
| Területek          | 12 |
| GDP                | 900 milliárd dollár (dollár árfolyam) 2,8 billió dollár (PPP) |
| GDP per fő         | 1584 dollár 4927 dollár (PPP) |
| Nyelvek            | indonéz, vietnámi, thai, tagalog, burmai, maláj, lao, khmer, tetum, mandarin, tamil, angol, portugál, jávai, szundanéz, tagalog, szebuano, madura, kantoni, min, tajvai és mások |
| Időzónák           | UTC +9:00 (Indonesia) to UTC +5:30 (Andaman and Nicobar Islands) |
| Legnagyobb városok | Jakarta Manila Bangkok Ho Si Minh-város Kuala Lumpur Szingapúr Hanoi Bandung Jangon                                                                                              |

Délkelet-Ázsia ázsiai régióba azon országok tartoznak, amelyek Kínától délre, Indiától keletre és Ausztráliától északra fekszenek. A régió tektonikus lemezek találkozásán helyezkedik el, ezért erős szeizmikus és vulkanikus aktivitás jellemző rá.
Délkelet-Ázsia két földrajzi egységből áll: a szárazföldből (Indokínai-félsziget) és az attól keletre, délkeletre fekvő szigetekből (maláj szigetvilág). Az indokínai részen fekszik Kambodzsa, Laosz, Mianmar, Thaiföld és Vietnám. Ezek lakossága főleg tai és ausztroázsiai nyelvet beszélő népekből áll; vallásuk javarészt a buddhizmus, amit a konfucianizmus követ.
A tengeri rész országai: Brunei, Kelet-Timor, Indonézia, Malajzia, Fülöp-szigetek és Szingapúr. Ezen a területen főként ausztronéz emberek élnek, akiknek vallása elsősorban az iszlám, amit a kereszténység követ.

## Beosztás

### Politikai
Délkelet-Ázsia alatt általában a következő országokat értik; bár néhány kontextusban a területet lehet bővebben vagy szűkebben is értelmezni.
- Brunei
- Kambodzsa
- Indonézia
- Laosz
- Malajzia
- Mianmar
- Fülöp-szigetek
- Szingapúr
- Thaiföld
- Kelet-Timor
- Vietnám

A fenti országok mind tagjai az ASEAN-nak, kivéve Kelet-Timort (még csak jelölt).
A terület és Dél-Ázsia egyes részeinek korábbi elnevezése Kelet-India volt.
Bár politikailag Ausztrália külső területei, kulturálisan Délkelet-Ázsiához tartozik a Karácsony-sziget és a Kókusz (Keeling)-szigetek is.
Az Andamán- és Nikobár-szigetek politikailag Indiához, földrajzilag Délkelet-Ázsiához tartoznak.
A Dél-kínai tenger szigeteinek (Paracel Islands, Macclesfield Islands, Scarborough Shoal és a Spratly-szigetek) hovatartozása körül vita folyik a Kínai Népköztársaság és a délkelet-ázsiai országok között.
Bár Nyugat-Pápua politikailag Dél-Ázsia (mivel Indonézia része) földrajzilag gyakran mégis Óceánia részeként említik.

### Földrajzi
Délkelet-Ázsia két részre oszlik:

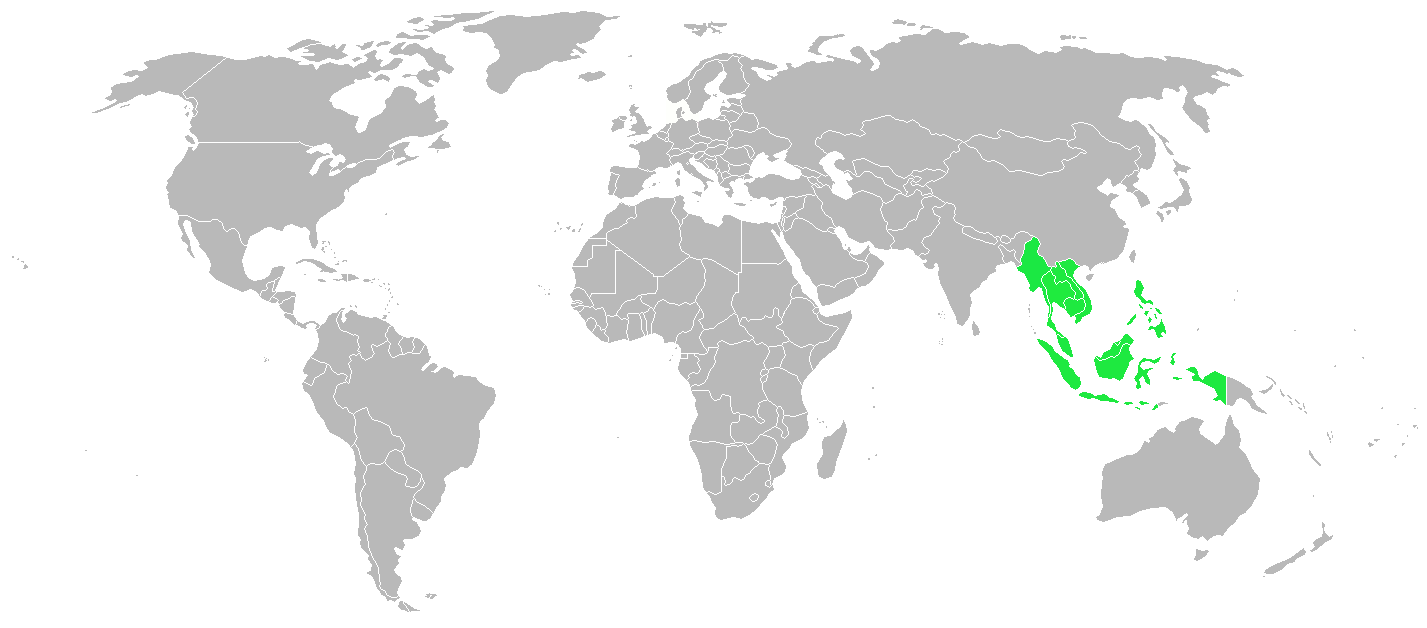
Délkelet-Ázsia elhelyezkedése

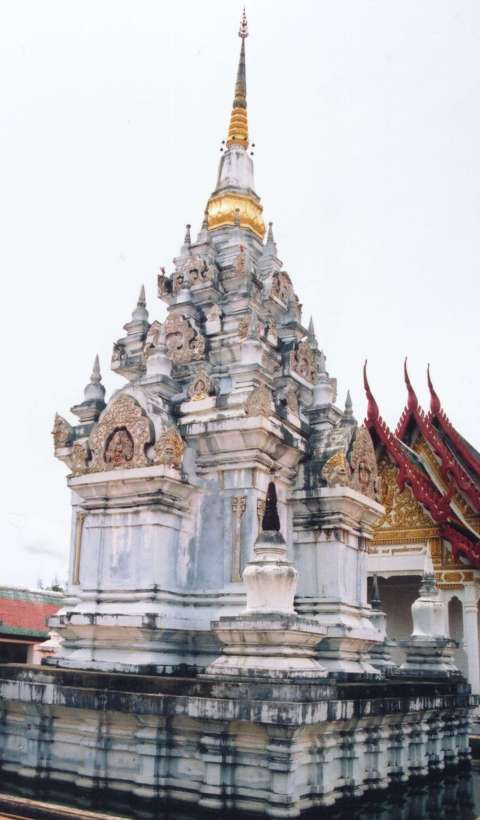
A Srivijaya építészeti stílus

1. szárazföldi Délkelet-Ázsia (vagy Indokína)
2. tengeri Délkelet-Ázsia vagy maláj szigetcsoport (Nusantara).

A szárazföldi Délkelet-Ázsia:
- Kambodzsa
- Hajnan szigete
- A Naf folyó szigetei
- Laosz
- Mianmar
- Thaiföld
- Vietnám

A tengeri Délkelet-Ázsia:
- Ashmore- és Cartier-szigetek
- Andamán- és Nikobár-szigetek
- Brunei
- Karácsony-sziget
- Kókusz (Keeling)-szigetek
- Kelet-Timor
- Indonézia
- Malajzia
- Lan-sziget
- Fülöp-szigetek
- Szingapúr

A Dél-kínai tenger szigetei:
- Macclesfield szigetek
- Paracel szigetek
- Pratas szigetek
- Scarborough Shoal
- Spratly-szigetek

Malajzia területének két legfontosabb részét a Dél-kínai-tenger választja el. A félszigeti Malajzia a szárazföldön fekszik, míg Kelet-Malajzia Borneó szigetének északi felén. Borneó a régió legnagyobb szigete. Malajziát mégis gyakran szigetországnak tekintik.
Indonézia és Kelet-Timor keleti részei (a Wallace-vonaltól keletre) már Óceániához tartoznak.

## Az országok főbb adatai
| Állam          | Terület (km²) | Népesség (2016) | Népsűrűség (fő/km²) | GDP (nominális), USD (2016) | GDP (PPP) USD / fő (2016) | HDI (2016) | Főváros                 |
| -------------- | ------------- | --------------- | ------------------- | --------------------------- | ------------------------- | ---------- | ----------------------- |
| Brunei         | 5765          | 423 196         | 78                  | 10,458,000,000              | $76,884                   | 0.865      | Bandar Seri Begawan     |
| Kambodzsa      | 181 035       | 15 762 370      | 85                  | 19,368,000,000              | $3,737                    | 0.563      | Phnompen                |
| Kelet-Timor    | 14 874        | 1 268 671       | 75                  | 2,501,000,000               | $4,187                    | 0.605      | Dili                    |
| Indonézia      | 1 904 569     | 261 115 456     | 132                 | 940,953,000,000             | $11,720                   | 0.689      | Jakarta                 |
| Laosz          | 236 800       | 6 758 353       | 30                  | 13,761,000,000              | $5,710                    | 0.586      | Vientián                |
| Malajzia       | 329 847       | 31 187 265      | 91                  | 302,748,000,000             | $27,267                   | 0.789      | Kuala Lumpur, Putrajaya |
| Mianmar        | 676 000       | 52 885 223      | 98                  | 68,277,000,000              | $5,832                    | 0.556      | Nepjida                 |
| Fülöp-szigetek | 300 000       | 103 320 222     | 338                 | 311,687,000,000             | $7,728                    | 0.682      | Manila                  |
| Szingapúr      | 724           | 5 622 455       | 7671                | 296,642,000,000             | $90,151                   | 0.925      | Szingapúr (városállam)  |
| Thaiföld       | 513 120       | 68 863 514      | 127                 | 390,592,000,000             | $16,888                   | 0.740      | Bangkok                 |
| Vietnám        | 331 210       | 94 569 072      | 279                 | 200,493,000,000             | $6,429                    | 0.683      | Hanoi                   |

## Története
Solheim et al. kimutatták a Nusantao kereskedelmi hálózat létezését Kr. e. 5000-től az időszámításunk kezdetéig; a hálózat Vietnámtól a délkelet-ázsiai szigetekig húzódott.
Délkelet-Ázsia lakói, elsősorban az Ausztronéz családba tartozók, több ezer éve hajós nemzetek voltak, egyesek közülük Madagaszkár szigetéig elhajóztak. Hajóik képesek voltak a nyílt tengeri hajózásra, Magellán feljegyzéseiből ismert, hogy mennyivel jobban manőverezhetők voltak, mint az európai vitorlás hajók.
Az Indiai-óceán áthajózásával a malájok benépesítették Madagaszkárt, valamint kereskedelmi kapcsolatokat létesítettek Délkelet-Ázsia és Nyugat-Ázsia között. A Szumátrán bányászott arany Rómáig is eljuthatott.
A térség lakói kezdetben animisták voltak, de hamarosan elterjedt a hinduizmus, majd később az iszlám.

### Kínai kereskedelem
A kínai kereskedők igen hamar megjelentek a térségben és intenzív kereskedelmi kapcsolatokat tartottak fenn Délkelet-Ázsia népeivel. Magellán feljegyezte, hogy Bruneinek több ágyúja volt, mint az európai hajóknak együttesen, ami egyértelmű jele volt annak, hogy a kínaiak felfegyverezték.
A kínai császár egy hercegnőt, Hang Li Po-t 500 fős kíséretével Malakába küldte, hogy a helyi szultán felesége legyen. Hang Li Po kútja ma turistalátványosság (1459-ben épült), csakúgy mint kíséretének volt lakhelye. A Malaka-szoros stratégiai jelentősége nem kerülte el az európaiak figyelmét sem: a portugál író, Duarte Barbosa 1500 körül feljegyezte: "Malaka ura rajta tartja kezét Velence torkán".

### Gyarmatosítás

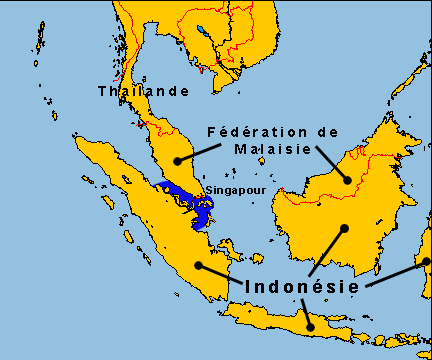
A Malaka-szoros (a térképen sötétkékkel jelölt terület)

Az európai nagyhatalmak a 15. században kezdtek megjelenni a térségben, elsőként a spanyolok és portugálok, akik a Fülöp-szigeteket és Malakát hódították meg.
Az európai felfedezők nyugati és keleti irányból is érkeztek, az Indiai-óceán és a Távol-Kelet felől érkező hajók kereskedelmi árucikkeket hoztak, és cserébe a térség természeti kincseivel rakodtak meg: fűszerek, méz, értékes állatok.
Az európaiak érkezésével jelentek meg az első keresztény misszionáriusok, akik nemcsak a vallást, hanem Nyugat-Európa kultúráját, tudományát és technológiáját is terjesztették.

### Legújabb kor
A délkelet-ázsiai nemzetek a regionális ASEAN szervezeten keresztül próbálják megvalósítani a regionális együttműködést és integrációt.
Azonban ezeket a törekvéseket az egyes országok közötti, illetve nemegyszer külső országokat is érintő területi viták akadályozzák, nehezítik.

## Földrajza
Geológiai viszonylatban a Maláj-félsziget és a kapcsolódó szigetvilág a világ egyik legaktívabb vulkáni területe. A vulkáni és tektonikai tevékenység számos igen magas hegységet hozott létre, mint például a Mount Kinabalu Malajziában (magassága 4101 méter) és a Puncak Jaya Indonéziában (magassága 4884 méter).

### Éghajlat
Délkelet-Ázsia éghajlata nagyrészt trópusi - az év nagy részében meleg és párás, jelentős mennyiségű csapadékkal. A monszun esőzések következtében megkülönböztethető az esős és a száraz éghajlat. A délkelet-ázsiai esőerdő a Föld második legnagyobb ilyen jellegű erdősége az Amazonas-medence esőerdői után. Kivételt csak az északi régiók, illetve a magashegységek képeznek, ahol lényegesen hűvösebb, enyhébb a klíma, és szárazabb a táj.

### Környezet

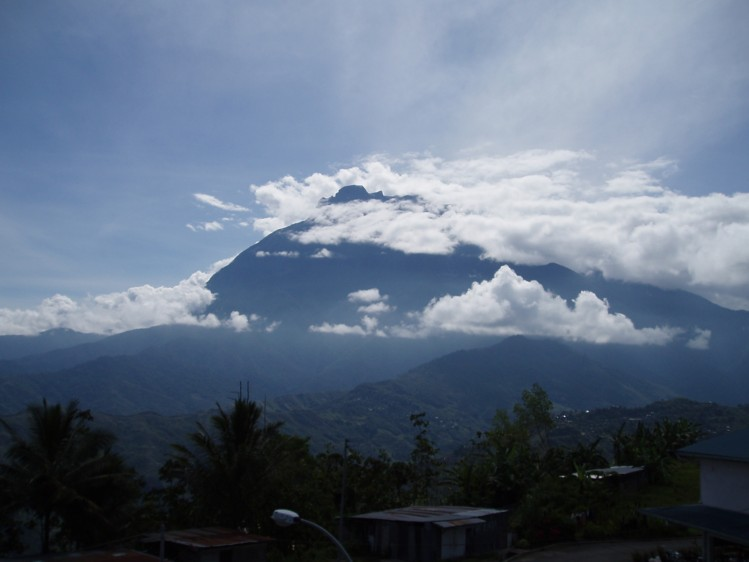
Mount Kinabalu

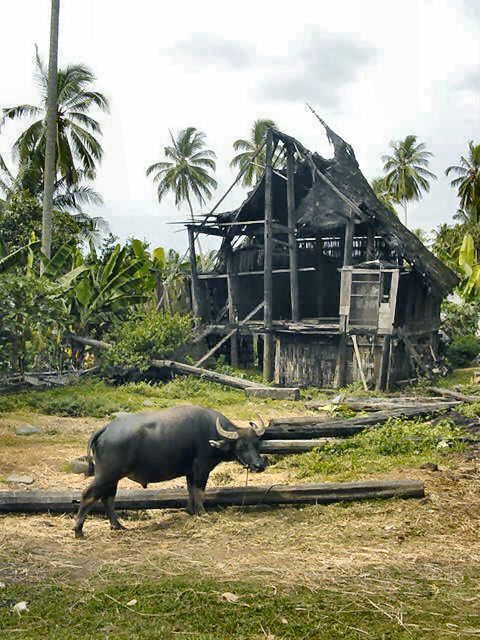
Házi vízibivaly

Wallace-féle elméleti választóvonal a délkelet-ázsiai és az ausztrálázsiai fauna között

Délkelet-Ázsia állatvilága igen változatos: Borneó és Szumátra szigetén él az orangután, az ázsiai elefánt, a maláj tapír, a szumátrai orrszarvú, valamint a borneói foltos leopárd is.
A vad és háziasított formában egyaránt megtalálható vízibivaly Délkelet-Ázsia egyik jellegzetes állata. A kancsil kisméretű szarvasféle, elsősorban Szumátra, Borneó és Palavan szigeten él.
Az indonéziai szigetcsoportot a Wallace-féle képzeletbeli választóvonal osztja két részre, a lemeztektonikai határoknak megfelelően. A vonal egyik oldalán az ázsiai, míg másik oldalán az ausztrálázsiai növény- és állatvilág egyedei élnek. A Jáva, Borneó és Pápua közötti szigetek ütközőzónát képviselnek, ahol mindkét részre jellemző fajok előfordulnak.
A délkelet-ázsiai korallzátonyok igen látványosak, a tengerek élővilágában az egyik legjelentősebb élőhelyet képviselik, ahol számtalan hal és puhatestű faj él.
A térség fái trópusi keményfák, amelyeket értékes fájuk miatt számos országban nagy ütemben termelnek ki. A hegyvidékek magasabb térségeiben megtalálhatók a mérsékelt égövi klímára jellemző fafajok is.
Bár a térség állat- és növényvilága igen gazdag, a biodiverzitást súlyosan fenyegeti az erdőirtás, az élőhelyek pusztulása, számos helyi faj (pl. a szumátrai tigris) a kihalás szélére került.

## Gazdaság

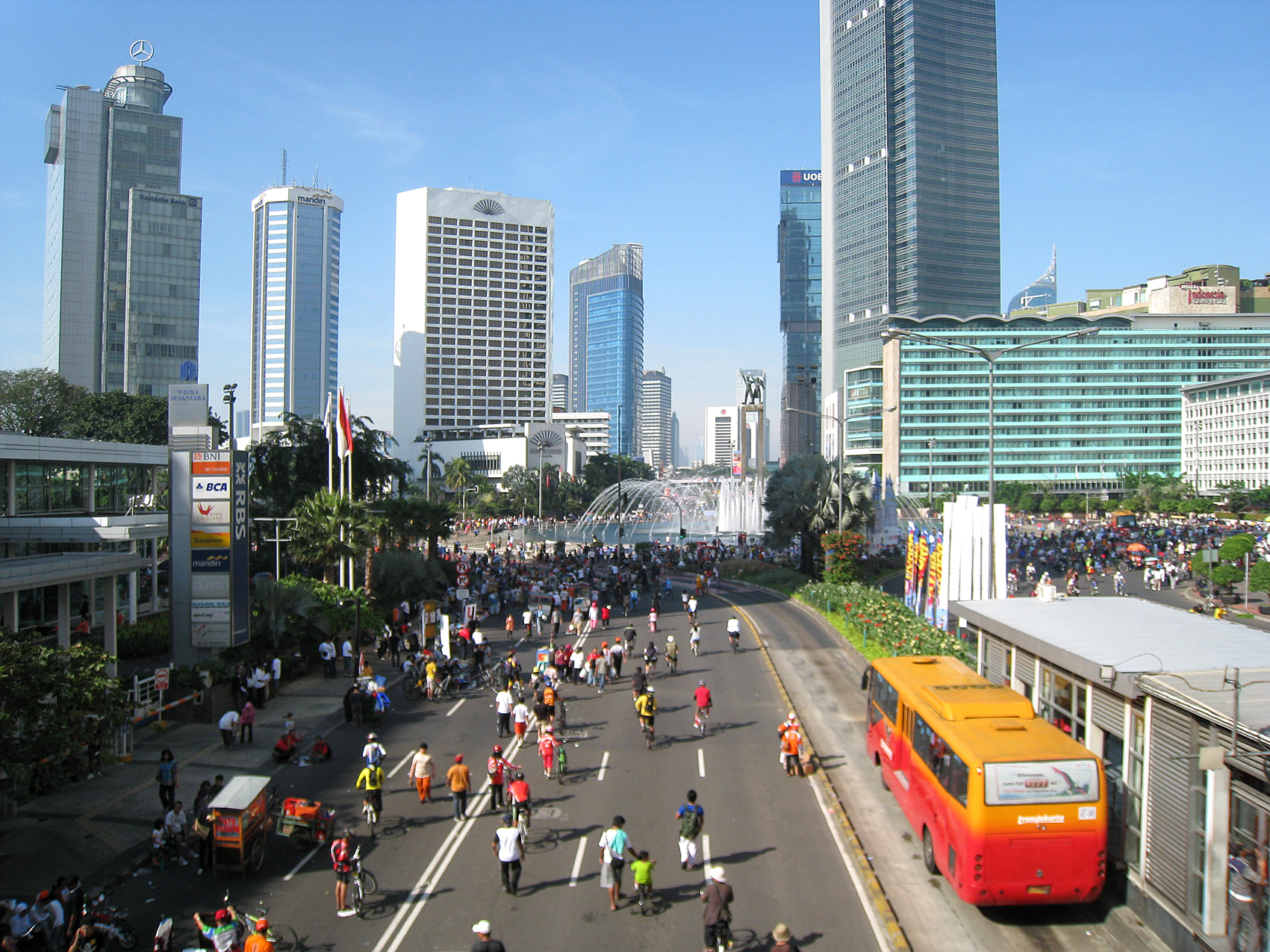
Jakarta üzleti központja

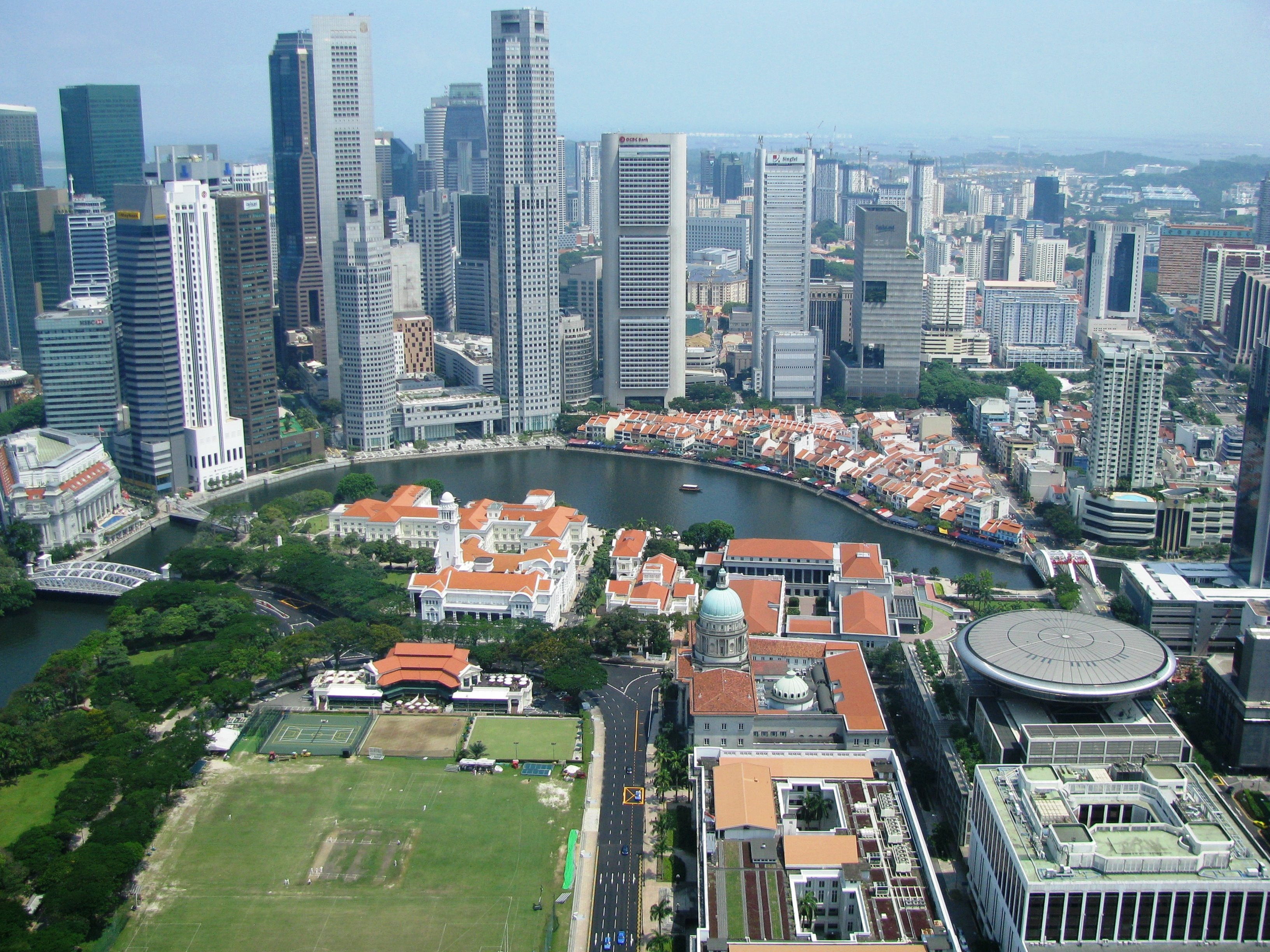
Szingapúr belvárosa. Kis mérete ellenére a városállam jelentős gazdasági súlyt képvisel a térségben és egyben a világban is

A térségben igen jelentős a természeti nyersanyagok kitermelése, a favágás, a bányaművelés. A külföldi befektetőknek köszönhetően megtelepedett a mikroprocesszor-gyártás is.
Már az európaiak megjelenése előtt is jelentős szerepet játszott Délkelet-Ázsia a világkereskedelmi rendszerben. A Rjúkjúi Királyság kiterjedt kereskedelmi kapcsolatokat tartott fenn a térségben, elsősorban a helyi fűszereket (bors, gyömbér, szegfűszeg, szerecsendió). A fűszerkereskedelmet először a indiai és arab kereskedők bonyolították, de 1500 körül megjelentek az európai kereskedők is. Előbb spanyol, majd portugál kereskedők érkeztek a térségbe, őket követték a hollandok és végül a britek és a franciák. Az európai kereskedelmi tevékenység fokozatosan gyarmatosítássá vált - a hollandok szerezték meg Indonéziát, a britek a Maláj-félszigetet, a franciák Indokínát, míg a spanyolok (majd később az Egyesült Államok) a Fülöp-szigeteket.

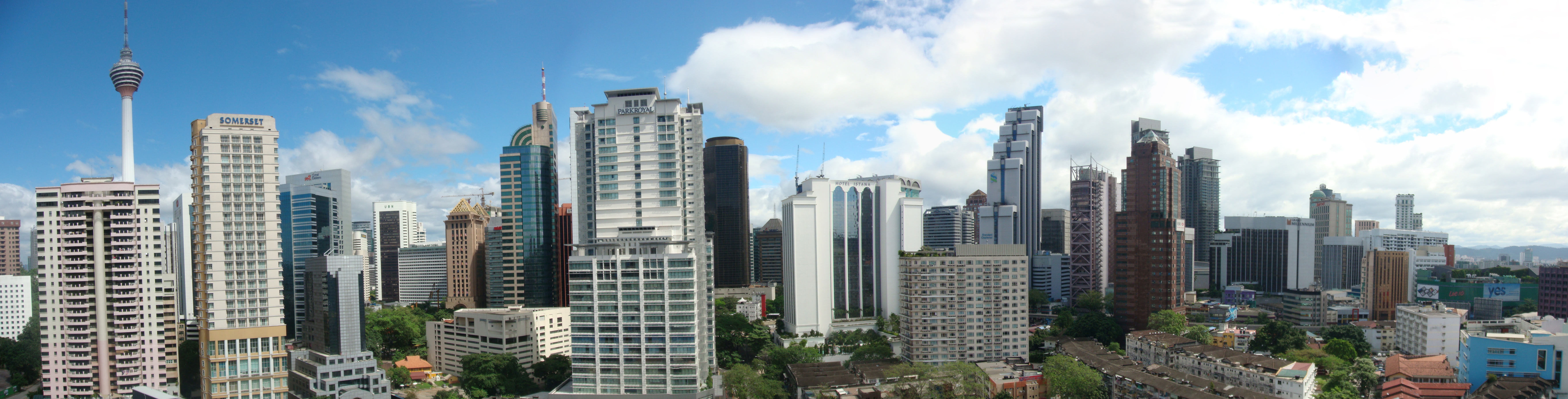
Kuala Lumpur felhőkarcolói

A térség országainak gazdasága a mezőgazdaságon alapul, de egyre nagyobb szerepet kap az ipar és a szolgáltatási szektor is. Indonézia a térség legnagyobb gazdasága, míg a legfejlettebbek Hongkong és Szingapúr gazdaságai. Fejlődő országnak számít Vietnám, Malajzia, Thaiföld, Indonézia, Brunei és a Fülöp-szigetek. Legkevésbé fejlett országnak minősül Kelet-Timor, Mianmar, Laosz és Kambodzsa. Vietnám jelentős erőfeszítéseket tesz a gazdaság felzárkóztatása terén. A legjelentősebb iparágak a textilgyártás, elektronikai termékek, mikroprocesszorok, illetve az autógyártás. Különösen jelentős a kőolaj-kitermelés Malajzia gazdaságában.
A térség gazdasági fejlődésében nagy szerepet játszik a turizmus is, amely fontos tényező az elmaradottabb vidékek felzárkóztatásában és lehetőséget nyújt a kulturális diverzitás megőrzéséhez. Az 1990-es évektől kezdve a térség összes országa jelentős erőfeszítéseket tett a turizmus fejlesztése érdekében. 1995-ben Szingapúr volt a térség első számú turisztikai célpontja, de azóta Thaiföld és a többi ország is jelentős előrelépést tett. 2006-ban Kambodzsa nemzeti jövedelmének 15%-át a turizmus adta.
A térségből egyedül Indonézia a G-20 csoport tagja és a régió domináns gazdasági hatalma, 2008-ban az ország GDP-je 11,7 milliárd dollár volt, míg az egy főre eső GDP 2246 dollár volt.

## Népesség
Délkelet-Ázsia területe kb. 4 000 000 km². 2004-ben becslések szerint több mint 593 millióan laktak a térségben, ezek ötöde (125 millió) Indonézia legnagyobb szigetén, Jáván, amely a világ legsűrűbben lakott szigete. Az egyes etnikumok és vallások megoszlása igen változatos képet mutat. A térségben az őslakosok mellett kb. 30 milliós kínai diaszpóra is él, elsősorban Malajzia, Szingapúr és Thaiföld területén.

### Népcsoportok
Délkelet-Ázsia őslakosai ázsiai eredetűek, nem pedig - a közhiedelemmel ellentétben - óceániai népek. A Stanford Egyetem tanulmánya szerint, a térség lakossága igen változatos képet mutat. Az őslakosok ausztronéziai, tai és mon-khmer ősök leszármazottai, akik Kína déli részéből vándoroltak be a bronz- és vaskor alatt. Azonban megtalálhatók arab, kínai, indiai, európai, polinéziai és pápuai gének is a térség népességében. A Fülöp-szigetek, Malajzia és Szingapúr lakosságában jelentős arányt képviselnek az európai gyarmatosítók leszármazottai.
Az egyes országok etnikai összetétele:
| Andamán- és Nikobár-szigetek | indiaiak (69%), nikobáriak (29%), andamániak (0,9%), shompen (0,1%), egyéb (1%) |
| Brunei                       | malájok (69%), kínaiak (15%), őslakosok (6%), egyéb (10%) |
| Kambodzsa                    | khmerek (82%), vietnámiak (12%), cham nép (4%), egyéb (2%) |
| Karácsony-sziget             | kínaiak (70%), európaiak (20%), malájok (10%) |
| Keeling-szigetek             | malájok (80%), európaiak (20%) |
| Kelet Timor                  | tetun (10%), mambai (8%), makasae (8%), tukudede (6%), bunak (5%), galoli (5%), kemak (5%), fataluku (3%), baikeno (2%), egyéb (48%) |
| Hainan-sziget                | kínaiak (84%), li (14,7%) |
| Indonézia                    | jávaiak (41,7%), szundanézek (15,4%), maláj (3,4%), maduri (3,3%), batak (3,0%), minangkabau (2,7%), betawi (2,5%), buginese (2,5%), bantenese (2,1%), banjarese (1,7%), balinézek (baliak) (1,5%), sasak (1,3%), makassarese (1,0%), cirebon (0,9%), kínaiak (0,9%), egyéb (15%) |
| Laosz                        | lao (50%), egyéb lao loum (14%), lao theung (22%), lao soung (9%), kínaiak (3%), vietnámiak (2%) |
| Malajzia                     | malájok (52%), kínaiak (30%), indiaiak (8%), őslakosok (7%), egyéb (3%) |
| Burma                        | bamar (68%), shan (10%), karen (7%), rakhine (4%), kínaiak (3%), mon (2%), indiaiak (2%), egyéb (4%) |
| Lan-sziget                   | tao (70%), kínaiak (30%) |
| Fülöp-szigetek               | bisaya (39%), tagalog (17%), ilocano (10%), moro (5%), bicolano (4%), kapampangan (3%), pangasinan (2%), kínaiak (2%), spanyolok (2%), hegyi törzsek (8%), egyéb (8%) |
| Szingapúr                    | kínaiak (77%), malájok (14%), indiaiak (8%), egyéb (1%) |
| Thaiföld                     | thai (41%), isan (laoszi) (34%) kínaiak (14%), malájok (4%), khmer (2%), egyéb (5%) |
| Vietnám                      | vietnámiak (86%), kínaiak (2%), japánok (1,2%), őslakos népek (9%), |

### Vallások
Délkelet-Ázsia országaiban számos különböző vallást gyakorolnak. Az ázsiai kontinensen található országok (mint Burma, Thaiföld, Laosz, Kambodzsa, Vietnám) túlnyomórészt buddhisták. A Maláj-félszigeten, Malajziában, Bruneiben és Indonéziában elsősorban az iszlám terjedt el. A Fülöp-szigeteken a fő vallás a kereszténység, csakúgy mint Indonézia keleti részén és Kelet-Timoron. Jelentős katolikus kisebbség él Vietnámban is.
Az egyes országok vallási összetétele:
| Andamán és Nikobár-szigetek | animizmus, buddhizmus, kereszténység, hinduizmus, iszlám, szikh                                                                            |
| Brunei                      | iszlám (67%), buddhizmus (13%), kereszténység (10%), őslakos vallások és egyéb (10%)                                                       |
| Kambodzsa                   | buddhizmus (93%), animizmus egyéb (7%) |
| Karácsony-sziget            | buddhizmus (36%), iszlám (25%), kereszténység (18%), taoizmus (15%), egyéb (6%).                                                           |
| Keeling-sziget              | iszlám (80%), egyéb (20%) |
| Kelet-Timor                 | kereszténység (90%), iszlám (5%), protestantizmus (3%), egyéb (2%)                                                                         |
| Hainan                      | animizmus, konfúcianizmus, buddhizmus, kereszténység, taoizmus, egyéb                                                                      |
| Indonézia                   | iszlám (88%), protestáns (5%), katolikus (3%), hinduizmus (2%), buddhizmus (1%), egyéb (1%)                                                |
| Laosz                       | buddhizmus (60%), animizmus és egyéb (40%)                                                                                                 |
| Malajzia                    | iszlám (60,4%), buddhizmus (19,2%), kereszténység (9,1%), hinduizmus (6,1%), animizmus (5,2%)                                              |
| Burma                       | buddhizmus (89%), iszlám (4%), kereszténység (4%), animizmus (1%), egyéb (2%)                                                              |
| Lan-sziget                  | animizmus, buddhizmus, kereszténység, konfúcianizmus, taoizmus                                                                             |
| Fülöp-szigetek              | kereszténység (81%), iszlám (5%), evangélikus (2,8%), Iglesia ni Cristo (2,2%), aglipayan (2%), egyéb keresztény (4,5%), egyéb (2,5%)      |
| Szingapúr                   | buddhizmus (42,5%), iszlám (15%), taoizmus (8%), katolikus (4,5%), egyéb keresztény (10%), hinduizmus (4%), nem vallásos (15%), egyéb (1%) |
| Thaiföld                    | buddhizmus (94,6%), iszlám (4,6%), egyéb (1%)                                                                                              |
| Vietnám                     | buddhizmus (78%), kereszténység (8%), egyéb (7%)                                                                                           |